# چنسی استیل سوم
 چنسی استیل سوم (انگلیسی: Chauncey Steele III؛ زاده ۱۶ فوریهٔ ۱۹۴۴) یک تنیس‌باز اهل ایالات متحده آمریکا است.